# Novo Selo, Loznica
Novo Selo (izvirno srbsko Ново Селo) je naselje v Srbiji, ki upravno spada pod Mesto Loznica; slednje pa je del Mačvanskega upravnega okraja.

## Demografija
V naselju živi 1130 polnoletnih prebivalcev, pri čemer je njihova povprečna starost 40,4 let (39,4 pri moških in 41,4 pri ženskah). Naselje ima 437 gospodinjstev, pri čemer je povprečno število članov na gospodinjstvo 3,21.
To naselje je, glede na rezultate popisa iz leta 2002, večinoma srbsko.
|  |

| Demografija | Demografija     | Demografija     |
| Leto        | Št. prebivalcev | Št. prebivalcev |
| ----------- | --------------- | --------------- |
|             |                 |                 |
|             |                 |                 |
|             |                 |                 |
|             |                 |                 |
| 1948        | 1258            |                 |
| 1953        | 1377            |                 |
| 1961        | 1526            |                 |
| 1971        | 1518            |                 |
| 1981        | 1452            |                 |
| 1991        | 1475            | 1457            |
| 2002        | 1495            | 1404            |
|             |                 |                 |

| Etnična sestava po popisu iz leta 2002 | Etnična sestava po popisu iz leta 2002 | Etnična sestava po popisu iz leta 2002 | Etnična sestava po popisu iz leta 2002 | Etnična sestava po popisu iz leta 2002 |
| -------------------------------------- | -------------------------------------- | -------------------------------------- | -------------------------------------- | -------------------------------------- |
| Srbi                                   | Srbi                                   |                                        | 1.384                                  | 98,57%                                 |
| Rusi                                   | Rusi                                   |                                        | 1                                      | 0,07%                                  |
| Madžari                                | Madžari                                |                                        | 1                                      | 0,07%                                  |
| Vlahi                                  | Vlahi                                  |                                        | 1                                      | 0,07%                                  |
| Jugoslovani                            | Jugoslovani                            |                                        | 1                                      | 0,07%                                  |
| Neznano                                | Neznano                                |                                        | 13                                     | 0,92%                                  |